# レッドフィン (潜水艦)
レッドフィン (USS Redfin, SS/SSR/AGSS-272) は、アメリカ海軍の潜水艦。ガトー級潜水艦の一隻。艦名は種を問わず「赤い鰭」を指す修飾語だが、種名称としてはコイ科の小型種の一部を指す。

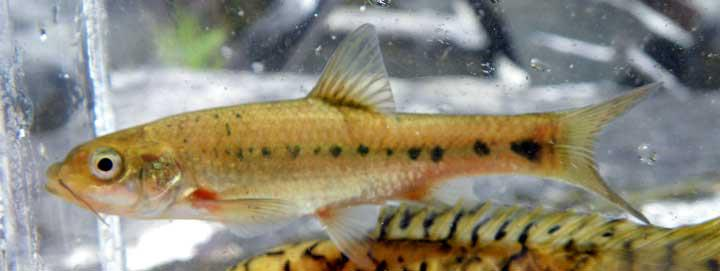
バーチェルス・レッドフィン（Burchell's redfin）

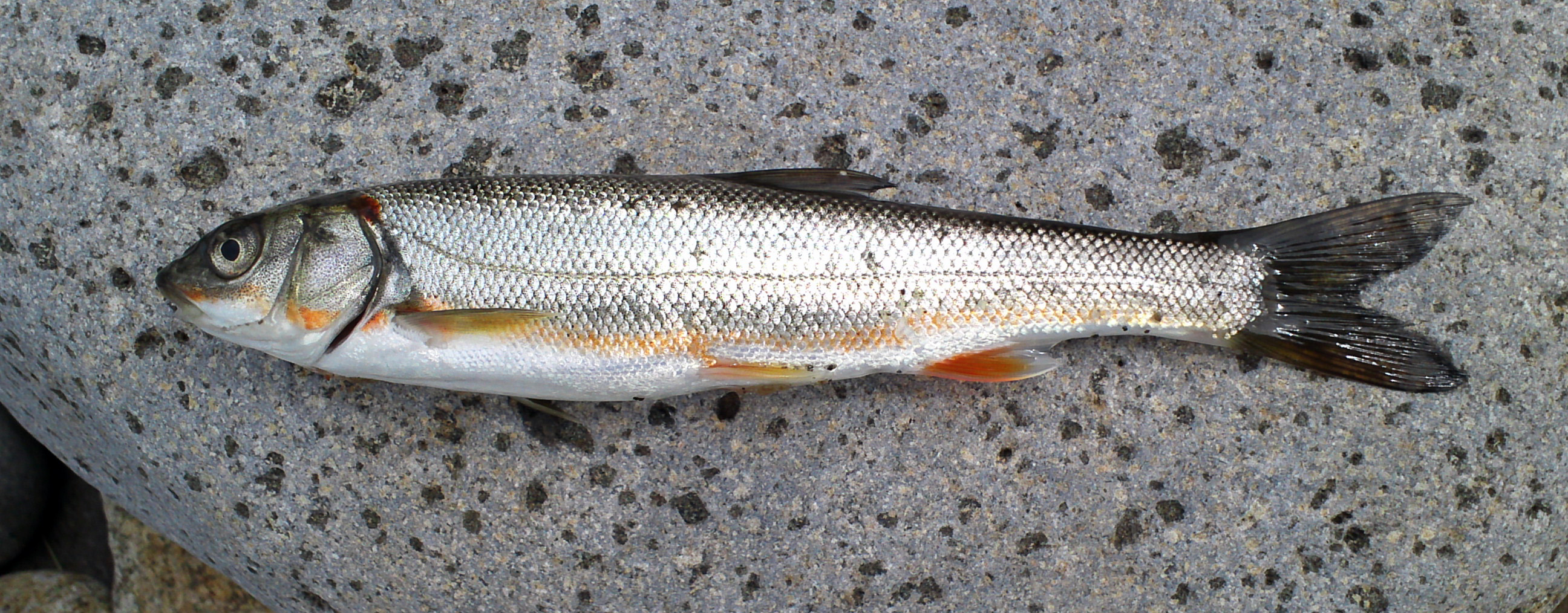
ウグイ（Big-scaled redfin）

## 艦歴
「レッドフィン」は1942年2月16日にウィスコンシン州マニトワックのマニトワック造船で起工する。1943年4月4日にB・B・ワイガント夫人によって進水し、艦長ロバート・D・キング少佐（アナポリス1931年組）の指揮下8月31日に就役する。10月15日にニューオーリンズを出航し、ガラパゴス諸島、ミルン湾を経て、1944年1月3日にオーストラリアのダーウィンに到着した。

### 第1の哨戒 1944年1月 - 3月
1月4日、「レッドフィン」は最初の哨戒で南シナ海方面に向かった。1月9日未明、北緯03度23分 東経121度55分 / 北緯3.383度 東経121.917度の地点で2隻の輸送船と2隻の護衛艦からなる輸送船団を発見し、魚雷を3本発射したが命中しなかった。1月16日夕刻には、北緯15度08分 東経114度58分 / 北緯15.133度 東経114.967度の地点でレーダーで4つの目標を探知。そのころ、インドシナ半島クイニョンキノン東方470km地点でシンガポールに向かっていたヒ31船団は、対潜掃討のため駆逐艦「天津風」を分離し、探索を行わせていた。「レッドフィン」は夜に入り、北緯14度40分 東経113度50分 / 北緯14.667度 東経113.833度の地点にいたったところで「天津風」に対して魚雷を4本発射し、魚雷は艦首に命中して艦体前部を大破させ、航行不能に陥らせた。「レッドフィン」では、「魚雷はすべて命中して目標は撃沈」と判断していた。2月17日、45日間の行動を終えてフリーマントルに帰投。艦長がマーシャル・H・オースティン少佐（アナポリス1935年組）に代わった。

### 第2の哨戒 1944年3月 - 5月
3月19日、「レッドフィン」は2回目の哨戒でセレベス海方面に向かった。4月8日、「那智型巡洋艦」、「名取型軽巡洋艦」および「吹雪型駆逐艦」からなる小艦隊を発見するが、目標までおよそ7kmも離れていたので攻撃はできなかった。3日後の4月11日午後には、北緯06度45分 東経122度41分 / 北緯6.750度 東経122.683度のミンダナオ島サンボアンガ灯台東方27海里地点で、ダバオに向かう特設運送艦「聖川丸」（川崎汽船、6,882トン）を出迎えるために、同じくダバオに向かっていた駆逐艦「秋雲」を発見。18時17分、「秋雲」に対し魚雷を4本発射し、2本が命中。「秋雲」は左に45度倒れ、40度の角度をつけながら沈没していった。翌4月12日、「レッドフィン」は北緯05度12分 東経123度57分 / 北緯5.200度 東経123.950度の地点で「球磨型軽巡洋艦」と駆逐艦を遠方に発見し、徐々に差を詰めていった末に魚雷を4本発射したが、当たらなかった。4月15日午後には、北緯06度41分 東経123度40分 / 北緯6.683度 東経123.667度のミンダナオ島南西端でハルマヘラ島からマニラに向かっていたM17船団を発見し、激しい雨に遭いながらも接近して魚雷を6本発射。うち1本が陸軍輸送船「神祐丸」（栗林商船、4,621トン）に命中したが、沈没は免れた。「レッドフィン」はM17船団を追跡し続け、翌4月16日未明に北緯07度04分 東経123度27分 / 北緯7.067度 東経123.450度の地点で再度魚雷を6本発射する。魚雷は陸軍輸送船「山形丸」（日本郵船、3,807トン）に1本命中し、「山形丸」は北緯06度51分 東経123度37分 / 北緯6.850度 東経123.617度の地点で沈没した。4月22日から23日にかけては、ボルネオ島デントヘヴン付近にイギリスの諜報員を上陸させたが、日本軍の射撃を受けて数名の諜報員はすぐさま「レッドフィン」に引き返してきた。しかし、残りは6月9日に「ハーダー (USS Harder, SS-257) 」が迎えに来るまで取り残されたままとなった。5月1日、41日間の行動を終えてフリーマントルに帰投した。

### 第3の哨戒 1944年5月 - 7月
5月26日、「レッドフィン」は3回目の哨戒でセレベス海およびスールー海方面に向かった。6月8日、シブツ海峡にフィリピン人ゲリラを揚陸させた。その後、タウィタウィに集結していた日本艦隊に対する監視を実施するよう命令を受けた。その最中の6月11日未明、北緯06度00分 東経120度50分 / 北緯6.000度 東経120.833度の地点で特設運送船（給油）「あさなぎ丸」（日本海運、5,141トン）を発見。魚雷を6本発射して、最初の魚雷を命中させ撃沈した。6月13日、「レッドフィン」は当時アメリカ軍が進めつつあったマリアナ諸島攻撃にかかわる重要な発見をした。この日、マリアナ諸島に向けて第一機動艦隊（小沢治三郎中将）がタウィタウィを出撃し、「レッドフィン」は9時ごろに北緯05度04分 東経119度40分 / 北緯5.067度 東経119.667度の地点で第一機動艦隊の出撃を目撃した。その内訳は、「空母6隻、戦艦4隻、重巡洋艦5隻、夕張型軽巡洋艦」1隻、駆逐艦2隻」であった。攻撃の機会こそ得られなかったが、反撃の様子がないと見るや浮上して、司令部に日本艦隊出撃の報告を行った。報告後は通常の哨戒任務に戻り、6月21日には北緯09度53分 東経125度14分 / 北緯9.883度 東経125.233度のリマサワ島近海で2隻の「7,000トンないし8,000トン級輸送船」と「掃海艇」を発見し、魚雷を4本発射したものの効果はなかった。6月24日朝、北緯09度56分 東経125度06分 / 北緯9.933度 東経125.100度の地点で2隻の輸送船を発見し、魚雷を3本発射。魚雷は陸軍輸送船「阿蘇丸」（東亜海運、3,028トン）に命中してこれを撃沈した。「レッドフィン」はもう1隻の目標に対しても魚雷を4本発射し、1本が命中したと判定された。7月1日、47日間の行動を終えてフリーマントルに帰投した。

### 第4、第5、第6、第7の哨戒 1944年8月 - 1945年9月
8月6日、「レッドフィン」は4回目の哨戒で南シナ海に向かった。8月19日夜に推定位置北緯02度22分 東経109度45分 / 北緯2.367度 東経109.750度のサラワク・シリク岬近海に機雷を敷設。翌8月20日午後には、北緯02度43分 東経110度39分 / 北緯2.717度 東経110.650度の地点で8隻の輸送船団を発見し、浮上攻撃により三度にわたって魚雷を計7本発射したが、いずれも命中しなかった。このあと、「レッドフィン」は特別任務の命を受けた。これより少し前の8月12日、バラバク海峡で「フライアー (USS Flier, SS-250) 」が触雷沈没し、艦長のジョン・D・クローリー少佐（アナポリス1931年組）以下の生存者や他の難民が、パラワン島の一角にアメリカに友好的なゲリラの手で保護されていた。「レッドフィン」は8月30日にクローリー少佐以下と接触、救出するため行動したが、あいにく会合予定地点に商船らしきものが停泊しており、むやみやたらと行動すれば事が露見する可能性もあった。そこで、無線でクローリー少佐らと連絡を取り、予定日に会合予定地点の北緯08度48分 東経117度54分 / 北緯8.800度 東経117.900度で浮上して、停泊していた200トン級海上トラックを砲撃で撃破してからクローリー少佐以下「フライアー」の乗員を収容した。「レッドフィン」はゲリラに対し、クローリー少佐以下を保護してくれた礼として食料、潤滑油、医療用品、携帯兵器、弾薬および予備の靴、衣料を与えた。9月5日にダーウィンに到着してクローリー少佐以下の「フライアー」乗員を上陸させたあと、翌9月6日に出港して哨戒を再開した。9月12日午後、「レッドフィン」は南緯05度29分 東経120度29分 / 南緯5.483度 東経120.483度の地点で「5,000トン級輸送船」と「タンカー」からなる輸送船団を発見し、魚雷を4本発射して1本が命中したと判定。爆雷攻撃と甲高いスクリュー音が聞こえたため、退避した。9月19日朝には、南緯05度36分 東経122度16分 / 南緯5.600度 東経122.267度のカバエナ島近海で「小型哨戒艇」を発見し、浮上砲戦で撃ち沈めた。生存者を救助後尋問したところ、船の名前は「Nanko Maru」と言った。2日後の9月21日未明、南緯05度26分 東経120度46分 / 南緯5.433度 東経120.767度の地点で小型輸送船と捕鯨船改装の警備艇を発見し、魚雷を4本発射して2つの爆発があったものの、相手に損害を与えなかった。9月24日には南緯04度31分 東経118度26分 / 南緯4.517度 東経118.433度の地点で20トン級セイルボートを発見し、これも浮上砲戦で撃沈した。9月25日午後にも南緯01度06分 東経118度01分 / 南緯1.100度 東経118.017度の地点で5,000トン級タンカーを発見して魚雷を4本発射し、その撃沈を報じた。10月7日、57日間の行動を終えてフリーマントルに帰投した。
10月26日、「レッドフィン」は5回目の哨戒でルソン島近海に向かった。期間のはじめはバリクパパンを空襲する爆撃機の援護任務に従事。11月8日午後、北緯13度00分 東経116度48分 / 北緯13.000度 東経116.800度のマニラ西方440キロ地点でマシ03船団を発見。魚雷を6本、4本、再び6本と計16本発射し、浮上して砲撃も行った。タンカー「第二日南丸」（飯野海運、5,226トン）は「レッドフィン」に気づいてすぐに反撃したが、ほどなく魚雷が命中し沈没した。11月12日には、北緯13度00分 東経118度13分 / 北緯13.000度 東経118.217度の地点で航空機の直衛を配する輸送船団を発見し、追跡の上で夜に入ってから浮上攻撃を仕掛ける。魚雷を4本発射し、「9,000トン級輸送船」に魚雷が1本命中したことを確認した。護衛艦に対しても魚雷を3本発射したが、こちらは命中しなかった。その後「レッドフィン」はアメリカ本国に向かうこととなった。12月29日にサイパン島タナパグ港に寄港し、翌日出港。1945年1月7日、68日間の行動を終えて真珠湾に帰投。メア・アイランド海軍造船所に回航されてオーバーホールに入った。オーバーホール中に、水中に敷設してある機雷も探知できる特殊なソナーが設置された。艦長がチャールズ・K・ミラー少佐（アナポリス1939年組）に代わった。
5月30日、「レッドフィン」は6回目の哨戒で日本近海に向かった。この哨戒では艦船攻撃より日本近海に敷設された機雷の状況を探索するのが主任務となっており、6月23日から29日と7月2日から6日にかけて、北海道から本州沿岸部に敷設されていると目される機雷を調査した。7月10日、36日間の行動を終えて真珠湾に帰投した。
7月30日、「レッドフィン」は7回目の哨戒で日本近海に向かった。この哨戒でも九州沿岸部における機雷の敷設状況を調査するのが主任務であり、8月11日から実施していたが、4日後の8月15日に終戦を迎えた。9月5日、34日間の行動を終えてグアムアプラ港に帰投した。
「レッドフィン」は第二次世界大戦の戦功で6個の従軍星章を受章した。

### 戦後・レーダー哨戒潜水艦

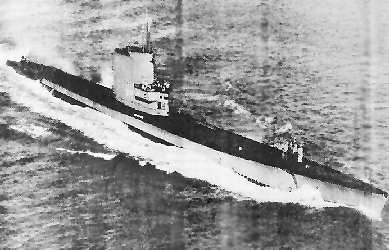
レーダー哨戒潜水艦としてのレッドフィン

「レッドフィン」はコネチカット州ニューロンドンに回航され、1946年11月1日にで予備役となった。その後1951年4月にフィラデルフィア海軍工廠でレーダー哨戒潜水艦への改修が行われる。SSR-272 に艦種変更された「レッドフィン」は1953年1月9日に再就役し、続く6年にわたって本国沿岸、北ヨーロッパ、地中海でレーダー哨戒任務に当たった。

### 実験潜水艦
1959年4月に「レッドフィン」はフィラデルフィア海軍工廠で慣性誘導システムが装着され、ポラリス運用潜水艦で使用される慣性誘導システムをテストするための実験艦となった。「レッドフィン」は最初の弾道ミサイル潜水艦である「ジョージ・ワシントン (USS George Washington, SSBN-598) 」に先立って第14潜水艦隊の旗艦となった。
1963年4月に事故を起こした「スレッシャー (USS Thresher, SSN-593) 」の探索後、「レッドフィン」は6月28日に AGSS-272 （実験潜水艦）へ艦種変更された。大西洋で特別調査及び開発実験を行い、実験終了後の1967年5月15日に予備役となりメリーランド州ボルチモアで予備役訓練艦となる。1970年7月1日に除籍され、1971年3月3日にデラウェア州ウィルミントンのノース・アメリカン・スメルティング社に売却された。